# Jozef Just
Jozef Just (31. ledna 1955 – 17. října 1988 Mount Everest) byl slovenský horolezec.

## Lezení
Během svého života uskutečnil přibližně 200 výstupů ve Vysokých Tatrách, včetně zimního přechodu hlavního hřebene z roku 1974. V Alpách vystoupil v roce 1974 například na Aig du Fou, v Pamíru v roce 1980 na Qullai Ismoili Somoni. V roce 1978 v Himálajích uskutečnil prvovýstup Diamírskou stěnou na severní vrchol Nanga Parbatu (7816 m). V roce 1981 se účastnil expedic na Kančendžengu a v roce 1984 na Mount Everest. V roce 1988 se pod Mount Everest vrátil. S Dušanem Becíkem se aklimatizoval při rychlém výstupu na hlavní vrchol Lhoce. Poté ve výstupu na Mount Everest zdolali Boningtonovu cestu alpským stylem. Po přelezení této cesty pokračoval na hlavní vrchol Mount Everestu, jeho kolegové traverzovali na normální výstupovou trasu, čímž se jako prvním lidem na světě podařilo vystoupit na nejvyšší horu světa bez použití kyslíku alpským stylem nejobtížnější jihozápadní stěnou, zvanou Boningtonovou cestou. Spolu s Petrem Božíkem, Dušanem Becíkem a Jaroslavem Jaškem zemřel při zpáteční cestě v silné vichřici.

## Publikace
- Pavol Breier: Pamír - fotografie, Bratislava, 1982.